# Boana aguilari
Boana aguilari é uma espécie de anfíbio anuro da família Hylidae. A espécie é endêmica do Peru. Em 2018, a UICN, classificou este anfíbio como pouco preocupante em seu estado de conservação.

## Etimologia
Essa espécie recebeu esse nome em honra de César Augusto Aguilar Puntriano.

## Distribuição geográfica
A espécie pode ser encontrada em diversos locais das regiões centrais peruanas de Pasco e Junín.